# Nacaduba belli
Nacaduba belli är en fjärilsart som beskrevs av Lambertus Johannes Toxopeus 1927. Nacaduba belli ingår i släktet Nacaduba och familjen juvelvingar. Inga underarter finns listade i Catalogue of Life.